# Dante (film)
Pour les articles homonymes, voir Dante (homonymie).
Pour plus de détails, voir Fiche technique et Distribution.
Dante est un film biographique italien réalisé par Pupi Avati et sorti en 2022.
Il s'agit d'une adaptation du roman biographique de Pupi Avati intitulé L'alta Fantasia, il viaggio di Boccaccio alla scoperta di Dante de Avati, qui raconte la vie du poète Dante Alighieri (1265-1321) telle qu'elle est racontée par Boccace (1313-1375). 

## Synopsis
En septembre 1350, Giovanni Boccaccio, dit « Boccace » est chargé par la confrérie des Chantres d'apporter dix florins d'or en guise de compensation symbolique à Sœur Béatrice, la fille de Dante Alighieri, religieuse à Ravenne au monastère de Santo Stefano degli Ulivi. Au cours de ce voyage, Boccace rencontre un certain nombre de personnes qui ont connu Dante ou qui ont été témoins de sa mort, retraçant ainsi en une série de flashbacks la vie du grand poète depuis l'époque où, petit, il a perdu sa mère, jusqu'à sa rencontre avec Béatrice Portinari et sa mort prématurée, son amitié avec Guido Cavalcanti, son alignement politique et son exil.
Boccace arrive enfin à Ravenne, où il peut rencontrer Sœur Béatrice. D'abord opposée à le voir parce qu'il arrive en tant qu'émissaire des Florentins qui ont exilé son père, Sœur Béatrice va finalement lui autoriser de la rencontrer. Il lui avoue alors qu'il considère Dante comme un père.

## Fiche technique
- Titre original italien : Dante[1],[2]
- Réalisateur : Pupi Avati
- Scénario : Pupi Avati
- Photographie : Cesare Bastelli
- Montage : Ivan Zuccon
- Musique : Lucio Gregoretti, Rocco De Rosa
- Effets spéciaux : Fabio Tomassetti, Daniele Tomassetti, Sergio Stivaletti
- Décors : Laura Perini, Mattia Federici
- Costumes : Andrea Sorrentino
- Production : Antonio Avati
- Sociétés de production : Duea Film, Rai Cinema, MG Production
- Société de distribution : 01 Distribution
- Pays de production :  Italie
- Langue originale : italien
- Format : Couleurs
- Durée : 94 minutes
- Genre : drame biographique
- Dates de sortie :
  - Italie : septembre 2022 (Mostra de Venise 2022) ; 29 septembre 2022 (sortie nationale)

## Distribution
- Sergio Castellitto : Giovanni Boccaccio, dit Boccace
- Enrico Lo Verso : Donato degli Albanzan
- Nico Toffoli : Ser Manetto Donati
- Alessandro Sperduti (it) : Dante en tant que jeune homme
- Morena Gentile : Donna Gozzuta
- Erika Blanc : Gemma Donati en tant que vieille femme
- Alessandro Haber : Abbé Vallombrosa
- Mariano Rigillo (it) : Meneghino Mezzan
- Leopoldo Mastelloni (it) : Boniface VIII
- Patrizio Pelizzi : Fazio da Micciole
- Carlotta Gamba : Béatrice Portinari
- Giulio Pizzirani (it) : Dante en tant que vieil homme
- Gianni Cavina : Piero Giardina
- Valeria D'Obici : Sœur Béatrice
- Milena Vukotic : Rigattiera
- Cesare Cremonini : Lottieri
- Romano Reggiani (it) : Guido Cavalcanti
- Sofia Vittoria Renzi : Beatrice

## Production

### Genèse et développement
Le tournage du film a été annoncé par Rai Cinema le 29 avril 2021. Le réalisateur Pupi Avati a déclaré dans une interview qu'il avait écrit la première version du scénario en 2003,.

### Attribution des rôles
Le 27 mars 2021, Sergio Castellitto rejoint la distribution dans le rôle de Boccace.

### Tournage
Le tournage a commencé le 28 juin 2021 et s'est déroulé en Ombrie, en Emilie-Romagne, dans le Latium et à Rome.

## Bande originale
La musique du film a été composée par Lucio Gregoretti et Rocco De Rosa, la chanson Danza delle sorelle est composée par Francesco Oliviero.

## Sortie
La bande-annonce est mise en ligne le 30 mai 2022 tandis que l'affiche est publiée le 14 juin suivant.
Le 16 juin 2022 à l'Auditorium de la Via della Conciliazione à Rome, a eu lieu l'avant-première du film. Outre Pupi Avati et son frère, le producteur Antonio Avati, le président de la République italienne Sergio Mattarella était présent.
Le film est sorti dans les salles de cinéma italiennes le 29 septembre 2022,.

## Billetterie
Sur un budget de production d'environ 7 700 000 euros, Dante a récolté au total 1 899 000 euros au niveau européen.